# Ołeksandr Bandura
Ołeksandr Wiktorowycz Bandura, ukr. Олександр Вікторович Бандура (ur. 30 maja 1986 we wsi Hamalijiwka, w obwodzie sumskim) – ukraiński piłkarz, grający na pozycji bramkarza.

## Kariera piłkarska

### Kariera klubowa
Wychowanek klubów Zmina Sumy i SERŻ Sumy, barwy których bronił w juniorskich mistrzostwach Ukrainy (DJuFL). Karierę piłkarską rozpoczął w amatorskim zespole Sumyhaz Sumy w 2003 roku. Latem 2004 został piłkarzem Spartaka Sumy. Potem grał na przemian w drużynach Jawir Krasnopole i Spartak Sumy. W lutym 2008 przeszedł do Tawrii Symferopol. Latem 2009 został wypożyczony do Krymtepłyci Mołodiżne. Na początku grudnia 2009 anulował kontrakt z Tawriją i podpisał kontrakt z Krymtepłycią Mołodiżne. W grudniu 2010 podpisał 3-letni kontrakt z Metałurhem Donieck. W czerwcu 2015 po rozformowaniu Metałurha zasilił skład Stali Dnieprodzierżyńsk. Latem 2017 przeszedł do Weresu Równe. W lipcu 2018 po zamianie miejsc ligowych dwóch klubów został piłkarzem FK Lwów. 30 stycznia 2020 przeniósł się do Ruchu Lwów.

## Sukcesy i odznaczenia

### Odznaczenia
- tytuł Mistrza Sportu Ukrainy: 2012[8].